# Kota Administrasi Jakarta Timur
Kota Administrasi Jakarta Timur (indonesiska: Kotamadya Jakarta Timur) är ett kabupaten i Indonesien.   Det ligger i provinsen Jakarta, i den västra delen av landet. Huvudstaden Jakarta ligger i Kota Administrasi Jakarta Timur. Antalet invånare är 2 693 896. Arean är 188 kvadratkilometer.
Terrängen i Kota Administrasi Jakarta Timur är platt.